# مجلس نواب ولاية ميسوري
مجلس نواب ولاية ميسوري (بالإنجليزية: Missouri House of Representatives)‏ هو مجلس النواب التشريعي لولاية ميسوري الأمريكية، يقع المقر الرئيسي له في جفرسون سيتي، ميزوري.